# Francisco Gárate Aranguren
Francisco Gárate Aranguren, född 3 februari 1857 i Azpeitia, död 9 september 1929 i Bilbao, var en spansk romersk-katolsk jesuit. Han vördas som salig i Romersk-katolska kyrkan, med minnesdag den 9 september.

## Biografi
Francisco Gárate Aranguren var son till Francisco och Maria Aranguren. År 1877 avlade han sina löften som jesuit och kom att tjäna som sakristan och sjukskötare vid seminariet i A Guarda. År 1888 kom han till seminariet i distriktet Duesto i Bilbao, där han verkade som ostiarius, sakristan och sjukskötare. Aranguren blev känd för sin fromhet, intensiva böneliv och barmhärtighet gentemot sina medmänniskor.

### Webbkällor
- ”Beato Francesco Garate, professo gesuita” (på italienska). Santi e Beati. Arkiverad från originalet den 11 januari 2021. https://archive.md/QhYoN. Läst 11 januari 2021.
- ”Blessed Francisco Gárate Aranguren” (på engelska). CatholicSaints.Info. Arkiverad från originalet den 11 januari 2021. https://archive.md/yZV4Z. Läst 11 januari 2021.